# John Francis Wade
John Francis Wade född 1711, död 16 augusti 1786. Engelsk musiklärare, notkopist och musikutgivare, bosatt i exil i Douai i Frankrike. Han finns representerad i Den svenska psalmboken 1986 med ett verk (nr 122).

## Psalmer
- Dagen är kommen (nr 122), text till verserna 1-4 "Adeste fideles" från 1746 till en komposition gjord före texten från omkring 1743

## Fotnoter
1. 1 2  SNAC, SNAC Ark-ID: w6m63531, läs online, läst: 9 oktober 2017.[källa från Wikidata]
2. 1 2  International Music Score Library Project, IMSLP-ID: Category:Wade,_John_Francis, läst: 9 oktober 2017.[källa från Wikidata]
3. ↑  hymnary.org, Calvin Theological Seminary och Christian Classics Ethereal Library, Hymnary.org-ID: Wade_JF, läst: 9 oktober 2017.[källa från Wikidata]
4. ↑  Classical Archives, Classical Archives kompositörs-ID: 6480, läst: 5 april 2022.[källa från Wikidata]